# 434 Hungaria
434 Hungaria este un asteroid din centura principală, descoperit pe 11 septembrie 1898, de Max Wolf, la Universitatea din Heidelberg.

## Caracteristici
Este unul din rarii asteroizi de tipul E (asteroizi cu un albedo ridicat). Prezintă o orbită caracterizată de o semiaxă majoră egală cu  1,9442150 u.a. și de o excentricitate de 0,0735953, înclinată cu 22,50488° față deecliptică. Este prototip al asteroizilor Hungaria.

## Denumirea asteroidului
Asteroidul a primit denumirii, în limba latină a Ungariei: Hungaria.